# Grüsch
Grüsch (im höchstalemannischen Ortsdialekt [grʏʃ], rätoromanisch Cruschⓘ) ist eine politische Gemeinde im Schweizer Kanton Graubünden. Die Gemeinde, die zur Region Prättigau/Davos gehört, besteht seit 1. Januar 2011 aus den Dörfern Grüsch, Fanas und Valzeina.

## Geographie

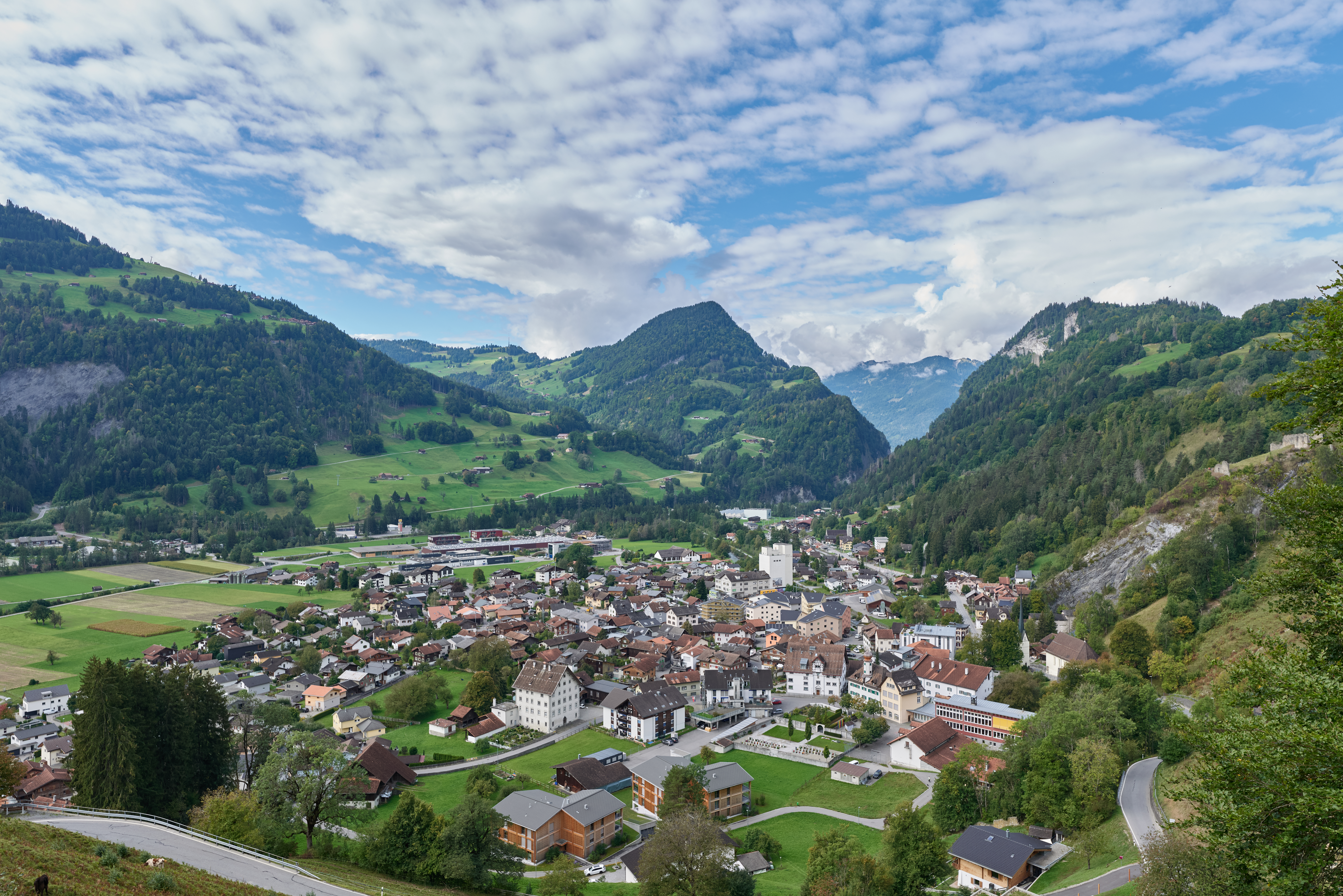
Dorf Grüsch gesehen vom Weg von Grüsch nach Fanas aus

Das Haufendorf Grüsch liegt im Vorderprättigau auf dem Schwemmkegel, den der Taschinasbach oder Schmittnerbach, ein rechter Nebenfluss der Landquart, bei seinem Austritt in die rund 1 km breite Sohle des Haupttals ablagerte. Fanas liegt nordöstlich am Berghang, 300 Meter über dem Talboden, und Valzeina in einem südlichen Seitental oberhalb des Schranggabachs.
Zur ehemaligen Gemeinde Grüsch gehörten auch die Maiensässe und Einzelhöfe Überlandquart, Patluong, Valzalum, Vagga, Cavadura und Pendla, sämtlich auf der linken Seite der Landquart. Vom gesamten ehemaligen Gemeindeareal von 1001 ha waren über die Hälfte, nämlich 514 ha, von Wald und Gehölz bedeckt. Immerhin 395 ha konnten landwirtschaftlich genutzt werden. 62 ha waren Siedlungsfläche, und die restlichen 30 ha waren unproduktive Fläche (meist Gebirge). Der höchste Punkt des Territoriums lag am Horn über dem Ortsteil Pendla auf rund 1600 m ü. M. Seit der Gemeindefusion im Jahre 2011 liegt dieser beim Giraspitz auf 2393 m. Die Fläche der Gemeinde vervierfachte sich bei der Fusion von 10,01 km² auf 43,30 km² (Fanas 21,84 km² und Valzeina 11,44 km²).
Die Gemeinde Grüsch grenzt an Seewis im Prättigau, Schiers und Furna sowie an Trimmis, Zizers und Landquart in der Region Landquart.

## Geschichte

Luftbild von Werner Friedli von 1954

Um 1340 als Grusch, 1375 als Crüsch belegt. Der Ort gehörte vom 13. Jahrhundert und bis 1344 zum Hoheitsgebiet der Freiherren von Vaz und der Edlen von Aspermont, danach bis 1436 zum Besitz der Grafen von Toggenburg. Deren Nachfolge traten 1437 bis 1452 die Grafen von Montfort und die Vögte von Matsch an. Unter österreichischer Herrschaft stand Grüsch 1496 bis 1649. Im Gegensatz zu den anderen Orten der damaligen Schweiz (katholische grossteils 1583–1584, reformierte grossteils 1701) erfolgte die Umstellung vom julianischen Kalender auf den gregorianischen Kalender in Grüsch wie auch in Schiers erst 1812. Die Gemeinde, von der 1875 der Weiler Sigg abgetrennt und Vordervalzeina zugesprochen worden war, bildete einen Teil des Kreises Schiers im Bezirk Unterlandquart (bis 2000) bzw. im Bezirk Prättigau/Davos (2001 bis 2015).
Die 1495 erwähnte Kirche St. Jodocus wurde 1720 abgebrochen und verlegt. Bis zur Reformation (1561) gehörte Grüsch zur Pfarrei St. Johann in Schiers. Vom 16. bis ins 18. Jahrhundert errichteten die Familien Finer, von Ott und von Salis-Soglio das Ortsbild prägende Herrenhäuser wie zum Beispiel das Kulturhaus Rosengarten (heute Heimatmuseum Prättigau). Nach dem Bau der Talstrasse ab 1843 siedelte sich in der Gemeinde Gewerbe an, unter anderem die Mühle und Sägerei Lietha. Der Bau der Sportbahn Grüsch–Danusa 1970 bis 1971, der Bauboom im Gebiet zwischen Dorf und Umfahrungsstrasse seit 1984 sowie in Cavadura, und die Ansiedlung von Industriebetrieben in Grüsch und Pardisla (u. a. Georg Fischer AG im Jahr 1971) brachten neue Arbeitsplätze. 2000 arbeiteten rund zwei Drittel der in Grüsch Erwerbstätigen im Zweiten und mehr als ein Fünftel im Dritten Erwerbssektor.
Seit 1988 besteht ein Oberstufenzentrum für Grüsch und die umliegenden Gemeinden Seewis und Valzeina.

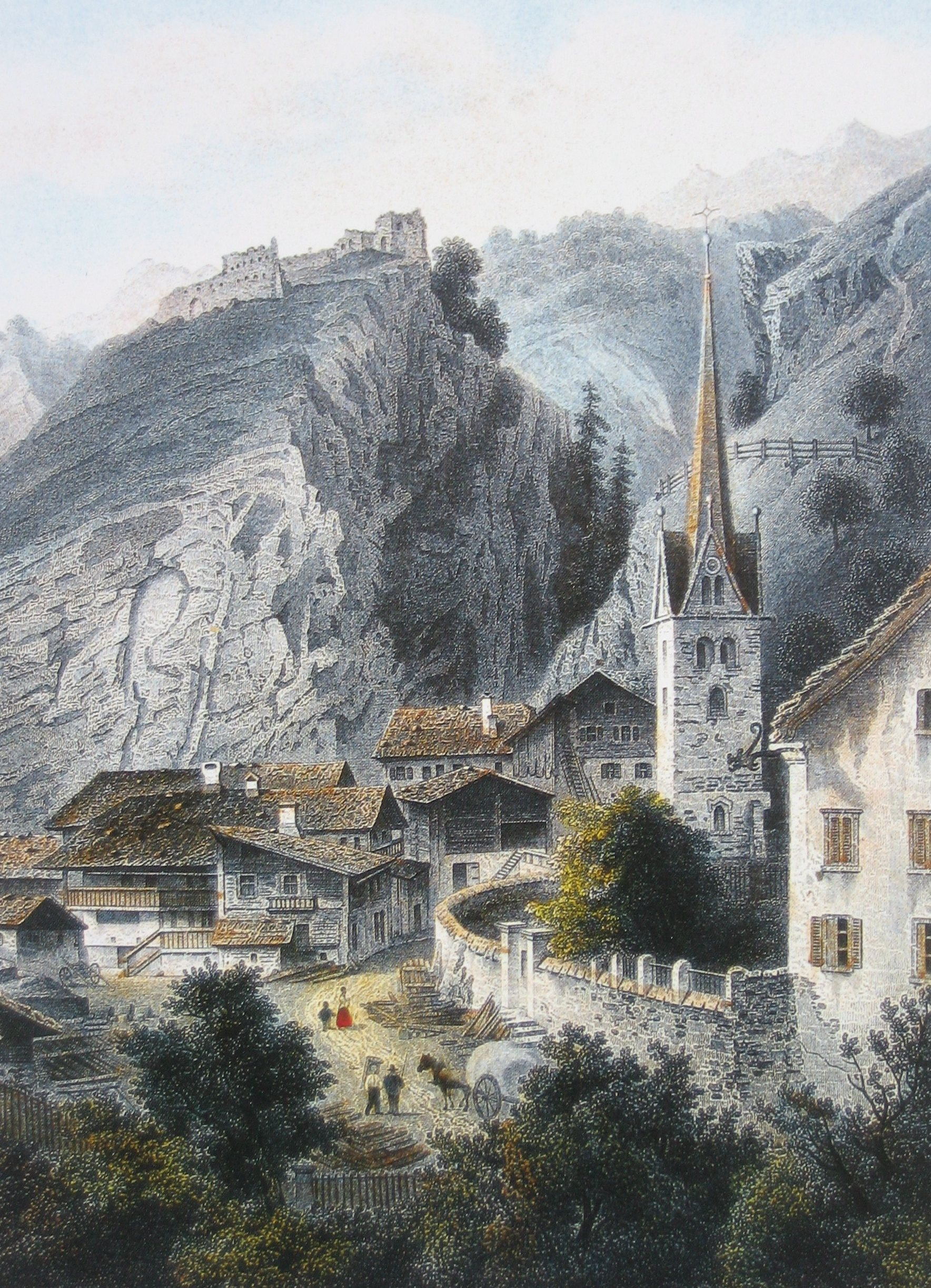
Grüsch um 1860, im Hintergrund die Ruine Solavers
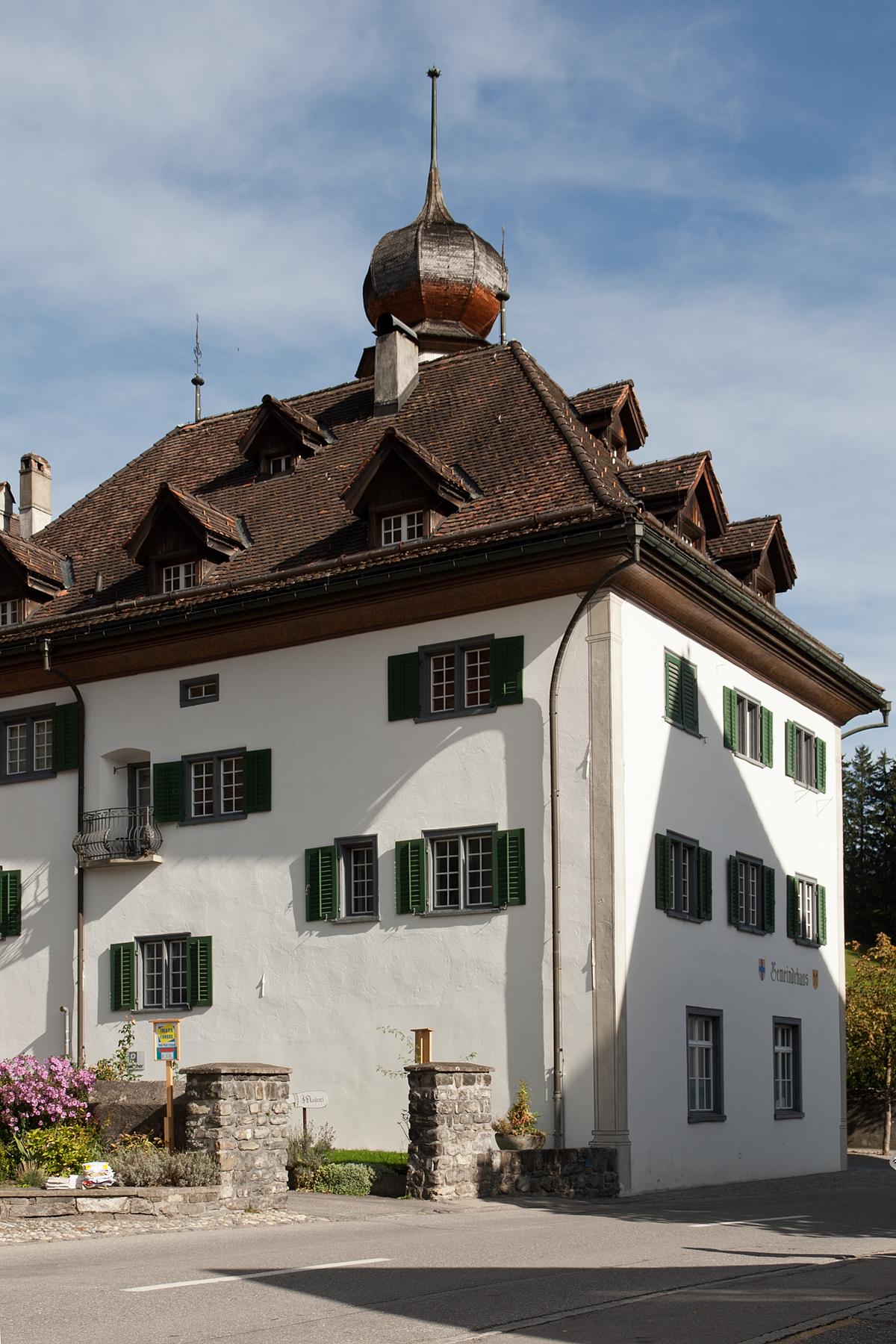
Altes Rathaus
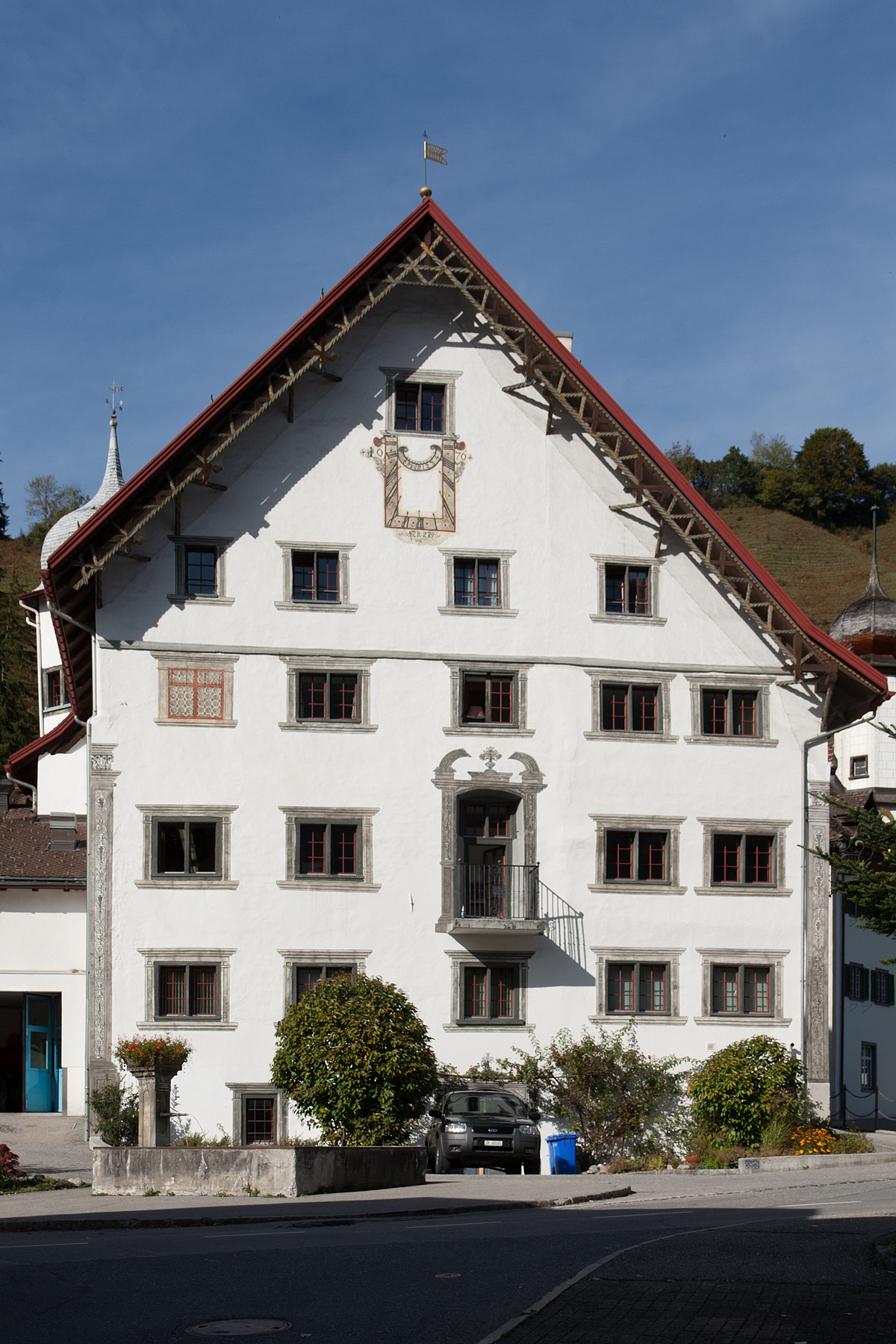
Hotel Krone

## Wappen
| Wappen von Grüsch | Blasonierung: «In Gold ein durchgehendes blaues Kreuz» |
| Wappen von Grüsch | Das Wappen ist redend in Bezug auf die Herkunft des Ortsnamens, nämlich crusch ‚Kreuz‘; traditionsgemäss soll es sich dabei um ein altes Wegkreuz am Taschinasbach gehandelt haben. Die Farben des Wappens sind diejenigen des Zehngerichtenbundes. |

## Bevölkerung
| Jahr      | 1850 | 1880 | 1888 | 1900 | 1950 | 1970 | 2000 | 2010 | 2015 (Fusion mit Fanas und Valzeina) | 2020 |
| Einwohner | 614  | 577  | 681  | 629  | 726  | 709  | 1210 | 1323 | 1984                                 | 2121 |

Im Gegensatz zu anderen Gemeinden des Kantons Graubünden kam es in Grüsch im 19. Jahrhundert zu keiner Abwanderung. Mit Ausnahme der Jahre 1880 und 1888 schwankte die Zahl der Bewohner zwischen 1850 und 1910 nur unwesentlich. In den 1910er-Jahren kam es zu einem kurzen Wachstumsschub. Seit 1970 wächst die Bevölkerung jedoch rasch (1970–2004: +76 %). Gründe für das starke Wachstum zwischen 1980 und 2000 sind die Ansiedlung von Industriebetrieben, die Nähe zu den Arbeitsplätzen im Bündner Rheintal und der Ausbau des Tourismus. 2011 fusionierten die bisherigen Gemeinden Grüsch, Fanas und Valzeina zur neuen Gemeinde Grüsch.

### Sprachen
Im frühen Mittelalter sprach die Bevölkerung der Gemeinde noch Bündnerromanisch. Im 16. Jahrhundert war die Germanisierung bereits abgeschlossen, wobei die Einwohner weitgehend den Walserdialekt des oberen Prättigaus übernahmen. Amtssprache ist Deutsch.
| Sprachen in Grüsch |                   |                   |                   |                   |                   |                   |
| Sprachen           | Volkszählung 1980 | Volkszählung 1980 | Volkszählung 1990 | Volkszählung 1990 | Volkszählung 2000 | Volkszählung 2000 |
| Sprachen           | Anzahl            | Anteil            | Anzahl            | Anteil            | Anzahl            | Anteil            |
| Deutsch            | 758               | 97,30 %           | 925               | 90,95 %           | 1142              | 94,38 %           |
| Rätoromanisch      | 9                 | 1,16 %            | 15                | 1,47 %            | 8                 | 0,66 %            |
| Einwohner          | 779               | 100 %             | 1017              | 100 %             | 1210              | 100 %             |

### Religionen – Konfessionen
Grüsch führte 1561 die Reformation ein. Heute (Stand 2000) sind 75 % der Einwohner evangelisch-reformierte, 14 % römisch-katholische und 2 % orthodoxe Christen. Daneben findet man 5 % Konfessionslose und 2 % Muslime. Weitere 2 % der Einwohnerschaft machten keine Angaben zu ihrem Glaubensbekenntnis.

### Herkunft – Nationalität
Von den 1300 Bewohnern waren 1199 (92,2 %) Schweizer Bürger (Stand Ende 2009). Bei der letzten Volkszählung im Jahr 2000 waren 1112 Schweizer Staatsangehörige. Die grössten Zuwanderergruppen kommen aus Serbien-Montenegro (überwiegend Serben und Montenegriner; wenige Albaner), Deutschland und Bosnien-Herzegowina.

## Politik
Legislative ist die Gemeindeversammlung, Exekutive der siebenköpfige Gemeinderat. Gemeindepräsident ist Marcel Conzett (Stand 2023).

## Wirtschaft
Mit rund 600 Mitarbeitern grösster Arbeitgeber im Ort und im ganzen Prättigau sind die seit 1980 in Grüsch ansässigen Werke der Trumpf-Gruppe. Darum herum bieten das Gründerzentrum Innozet, ein Tochterunternehmen der Firma Wittenstein sowie die Firma Gritec weitere Arbeitsplätze für hochqualifizierte Mitarbeiter. Die 1854 gegründete Handelsmühle Lietha war die grösste Getreidemühle Graubündens (Betrieb eingestellt im Jahr 2011).

### Verkehr
Grüsch liegt an der Bahnstrecke Landquart–Davos Platz der Rhätischen Bahn. Postautoverbindungen führen vom Bahnhof Grüsch nach Seewis im Prättigau, Valzeina, Fanas und Landquart.
Seit 1984 wird das Dorf von der Prättigauer Strasse umfahren. Aufgrund der kurzen Fahrzeiten zu den Arbeitsplätzen im Bündner Rheintal und Chur ist Grüsch ein attraktiver Wohnort für Pendler.

### Tourismus
Bis Ende der 1960er-Jahre spielte der Tourismus in Grüsch praktisch keine Rolle. 1969 wurden die Bergbahnen Grüsch-Danusa AG gegründet, um den schneesicheren schattseitigen Hang links der Landquart als Wintersportgebiet zu erschliessen.
Heute betreibt das Unternehmen zwei Gondelbahnen (Bergstation Schwänzelegg auf Gemeindegebiet Furna, 1777 m), drei Skilifte, eine 4er-Sesselbahn, ein Berghaus und eine Ski- und Snowboardschule. Ausserdem gibt es eine Eishalle, Loipen und Winterwanderwege. An Unterkünften stehen ein traditionelles und ein modernes Hotel zur Verfügung.

## Sehenswürdigkeiten

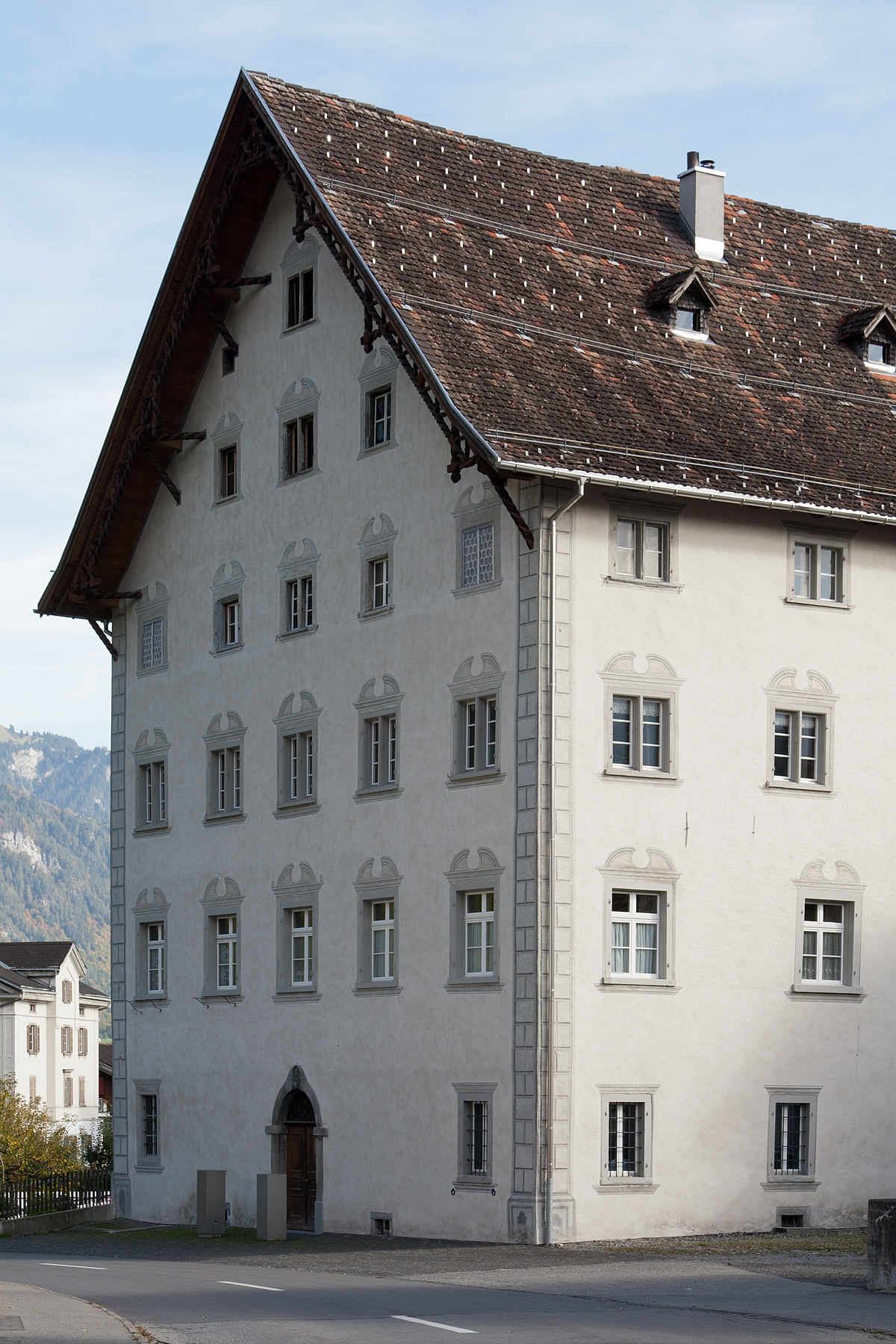
Das Grosshaus in Grüsch, 1590 erbaut für Herkules von Salis-Soglio, heute das Kulturzentrum Haus zum Rosengarten.

- Im kompakten Dorfkern dominieren die vier im 16. und 17. Jahrhundert von den Familien von Salis und von Ott erbauten Herrenhäuser.[9]
- Oberhalb des Dorfes liegt die Ruine der Burg Solavers (zu Seewis im Prättigau gehörig).
- Das von der gleichnamigen Stiftung als Kulturzentrum eingerichtete Haus zum Rosengarten beherbergt unter anderem das Prättigauer Heimatmuseum und eine Bibliothek.
- Unter Denkmalschutz steht die reformierte Dorfkirche.
- Pavillons für Forschung und Produktion Trumpf, 2001/2004[10]

## Persönlichkeiten
- Bartholomäus Anhorn der Jüngere (1616–1700), 1634 evangelisch-reformierter Pfarrer und Historiker in Grüsch
- Thomas Roffler (* 1971), Landwirt und Politiker (SVP)